# Moulins-Ouest (tổng)
Tổng Moulins-Ouest là một tổng ở tỉnh Allier trong vùng Auvergne-Rhône-Alpes.

## Hành chính
| Giai đoạn | Ủy viên       | Đảng | Tư cách         |
| --------- | ------------- | ---- | --------------- |
| 28        | Alain Denizot | PS   | maire d'Avermes |

## Các đơn vị cấp dưới
Tổng Moulins-Ouest gồm 7 xã với dân số là 15 602 người (điều tra năm 1999, dân số không tính trùng)
| Xã        | Dân số    | Mã bưu chính | Mã insee |
| --------- | --------- | ------------ | -------- |
| Aubigny   | 103       | 03460        | 03009    |
| Avermes   | 3 966     | 03000        | 03013    |
| Bagneux   | 280       | 03460        | 03015    |
| Coulandon | 594       | 03000        | 03085    |
| Montilly  | 509       | 03000        | 03184    |
| Moulins   | 8 664 (1) | 03000        | 03190    |
| Neuvy     | 1 496     | 03000        | 03200    |

(1) một phần của xã.

## Biến động dân số
| 1962                                                     | 1968 | 1975 | 1982 | 1990   | 1999   |
| -------------------------------------------------------- | ---- | ---- | ---- | ------ | ------ |
| -                                                        | -    | -    | -    | 15 732 | 15 602 |
| Nombre retenu à partir de 1962 : dân số không tính trùng |      |      |      |        |        |